# صبحي نوري إيليري
صبحي نوري إيليري (1887–1945) كان سياسيًا وكاتبًا تركيًا .

## السيرة
وُلِد صوفي في جاليبولي، التي كانت جزءًا من الإمبراطورية العثمانية، في عام 1887. كان شقيق جلال نوري إيليري. كانت والدتهم نفيسة هانم، الابنة الكبرى لرجل الدولة الألباني العثماني برويزلي عابدين باشا، الذي شغل منصب حاكم أضنة، وحاكم بحر سفيت (جزر إيجة) ووزير الخارجية. في عام 1918 أسسا معًا مجلة إيليري [الإنجليزية] القومية التركية.
في عام 1936 أنتج الترجمة التركية لكتاب كارل ماركس "رأس المال: نقد الاقتصاد السياسي". كان إيليري من بين المساهمين في المجلة الثقافية يني آدم [الإنجليزية].
توفي إيليري في اسطنبول عام 1945.
كان ابنه، راسيه نوري إيليري [الإنجليزية]، سياسيًا اشتراكيًا، وقام أيضًا بترجمة كتاب كارل ماركس "رأس المال: نقد الاقتصاد السياسي" في عام 1965.